# Economia da Mauritânia
Uma maioria da população depende da agricultura e da pecuária para a sobrevivência, ainda que a maioria dos nômades e praticantes do cultivo de subsistência tenham sido forçados para as cidades, devido às secas recorrentes ocorridas nas décadas de 1970 e 1980. A Mauritânia tem amplos depósitos de minério de ferro, que totalizam quase 50% do total das exportações do país, e com o aumento dos preços dos metais, companhias mineradoras de ouro e cobre abriram minas no interior do país. As águas territoriais mauritanas estão entre as mais ricas em peixes no mundo, porém a exploração abusiva por parte de pescadores estrangeiros tem ameaçado esta fonte vital de renda. O primeiro porto de águas profundas foi aberto perto de Nuaquexote, capital do país, em 1986. Nos últimos anos, as secas e as crises financeiras ocasionaram o aumento da dívida externa e houve a permanência do escravismo. Em março de 1999 o governo assinou um acordo com uma missão conjunta do Banco Mundial e do Fundo Monetário Internacional, visando fazer os ajustes necessários na situação econômica do país e estabelecer metas de crescimento.
O petróleo foi descoberto na Mauritânia em 2001, no depósito de Chingueti. Embora seja potencialmente significativamente para a economia do país, as jazidas foram descritas como "de pequeno porte." A Mauritânia possui 51 blocos confirmados de petróleo - 19 offshore e 32 onshore - mas existem pesquisas estão em andamento visando futuras descobertas de campos petrolíferos.